# Старовинна ялинова алея (Чернігів)
Старови́нна яли́нова але́я — ботанічна пам'ятка природи місцевого значення в Україні. Розташована в місті Чернігів, на вул. Т. Шевченка, 54.
Площа 0,05 га. Статус дано згідно з рішенням Чернігівського облвиконкому від 27.04.1964 року № 236; від 10.06.1972 року № 303; від 06.12.1982 року № 602; від 27.12.1984 року № 454; від 28.08.1989 року № 164; рішення Чернігівської обласної ради від 22.12.2005 року. Перебуває у віданні: Чернігівське МК РБП «Зеленбуд».
Статус дано для збереження кількох екземплярів ялини, що зростають у невеликому сквері, розташованому на розі вулиць Шевченка і Павлова.

## Галерея

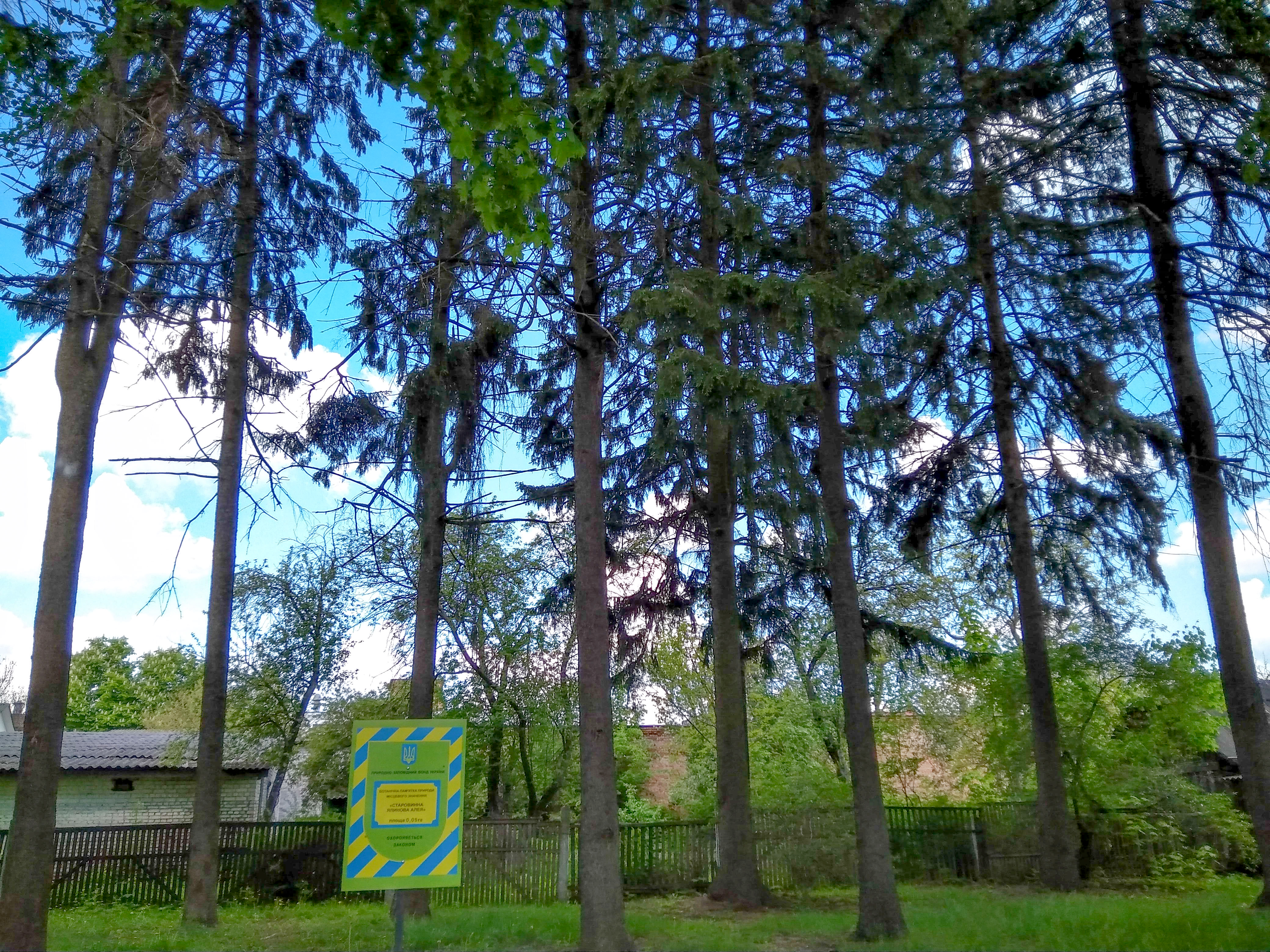
Старовинна ялинова алея (Чернігів) у травні 2019 р.
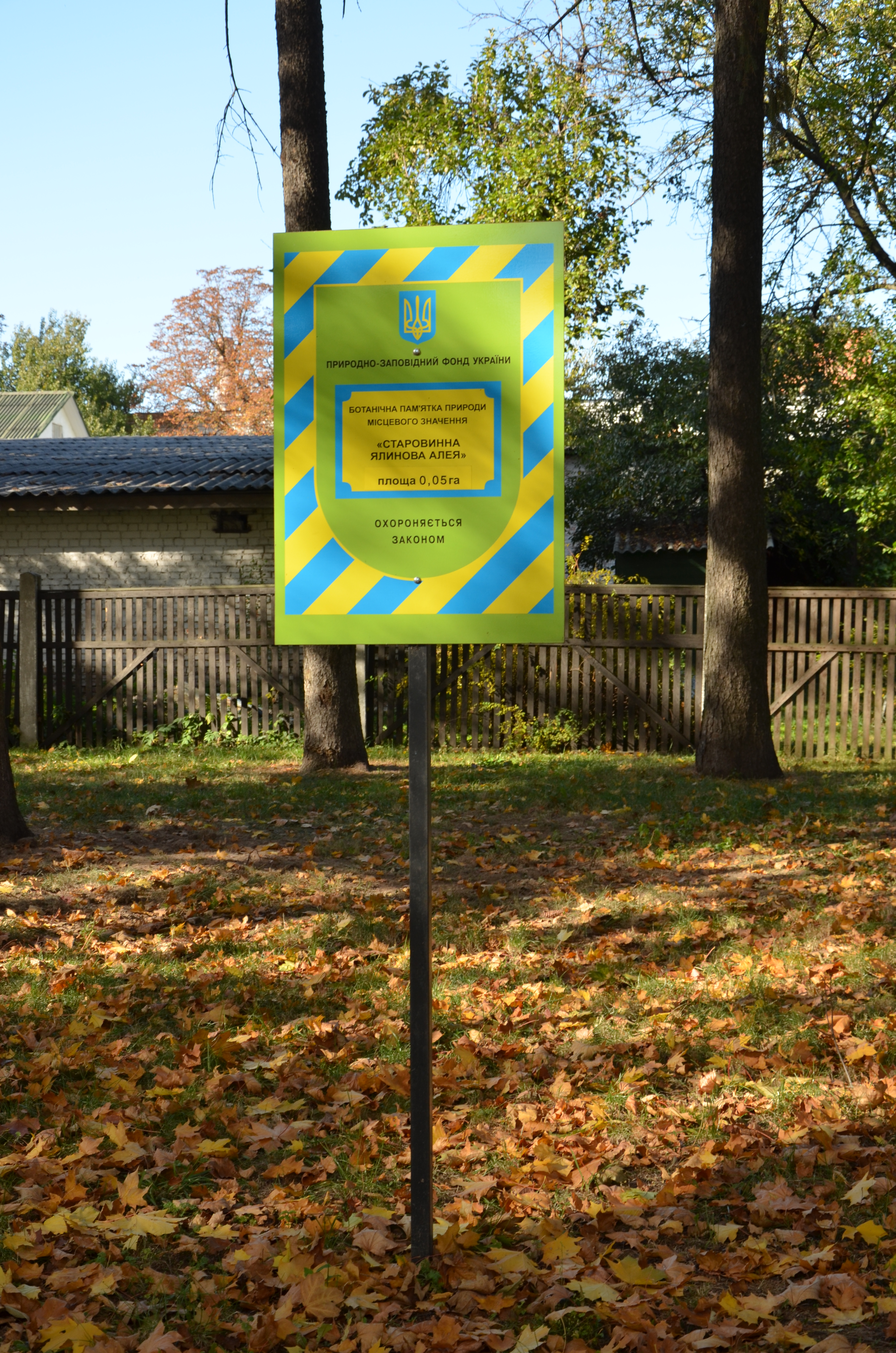
Старовинна ялинова алея. Охоронна табличка
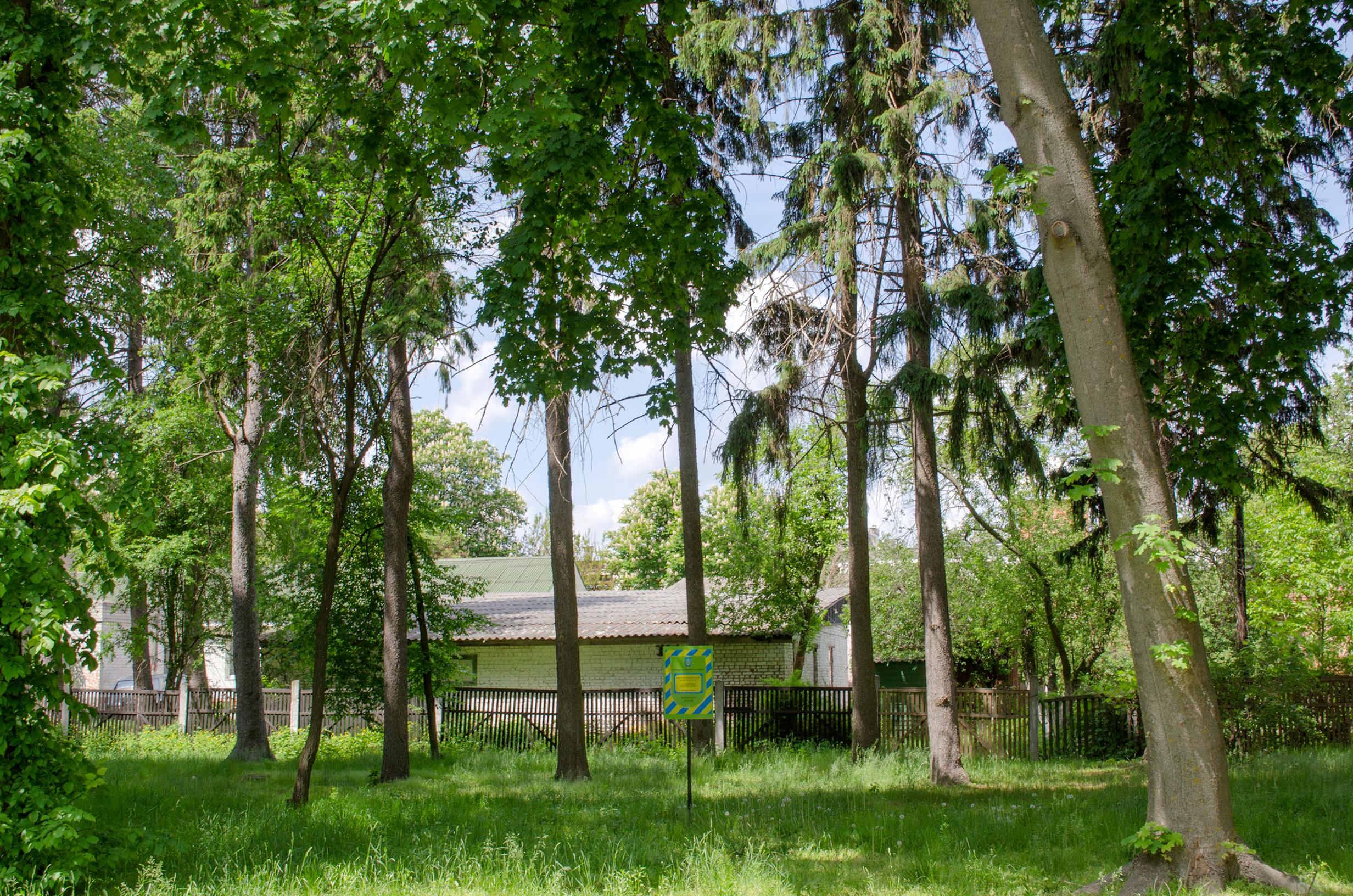
Старовинна ялинова алея у травні 2017 р.